# Vouga
Vouga (portugisiska: Rio Vouga) är en 148 kilometer lång flod som flyter igenom den centrala delen av Portugal.                                                                                      Den har sin källa i bergskedjan Serra da Lapa vid det 864 meter höga berget Chafariz da Lapa i distriktet Viseu.                                                                                                                                     Den rinner sedan ut i Atlanten, då i form av en ria vid namn ria de Aveiro, intill staden Aveiro i distriktet Aveiro.

## Etymologi
Namnet Vouga kommer från det latinska namnet Vacua, som i sin tur kommer från ett iberiskt ord, med osäker betydelse.

## Bildgalleri

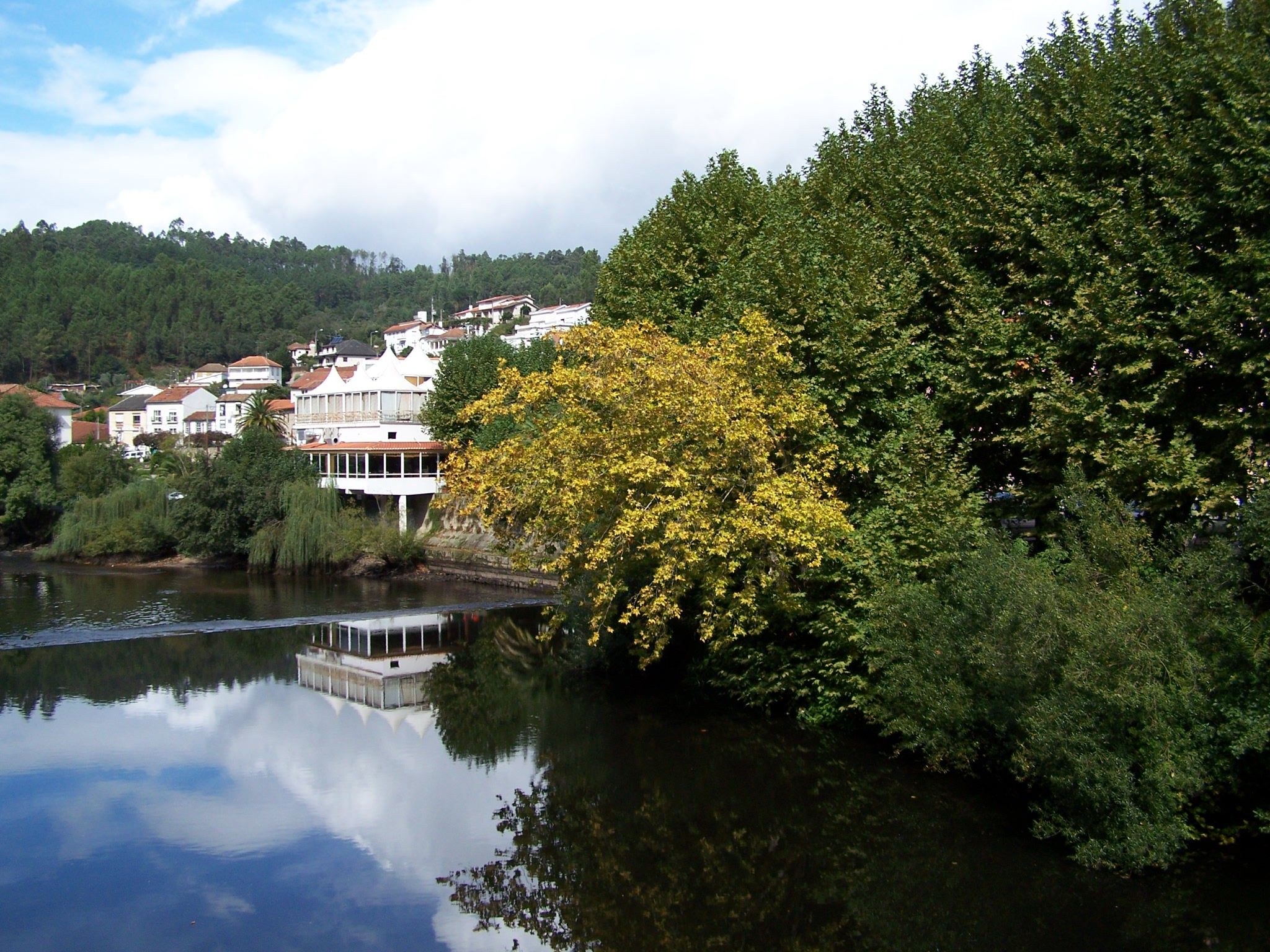
Vouga vid kurorten Termas de São Pedro do Sul i distriktet Viseu
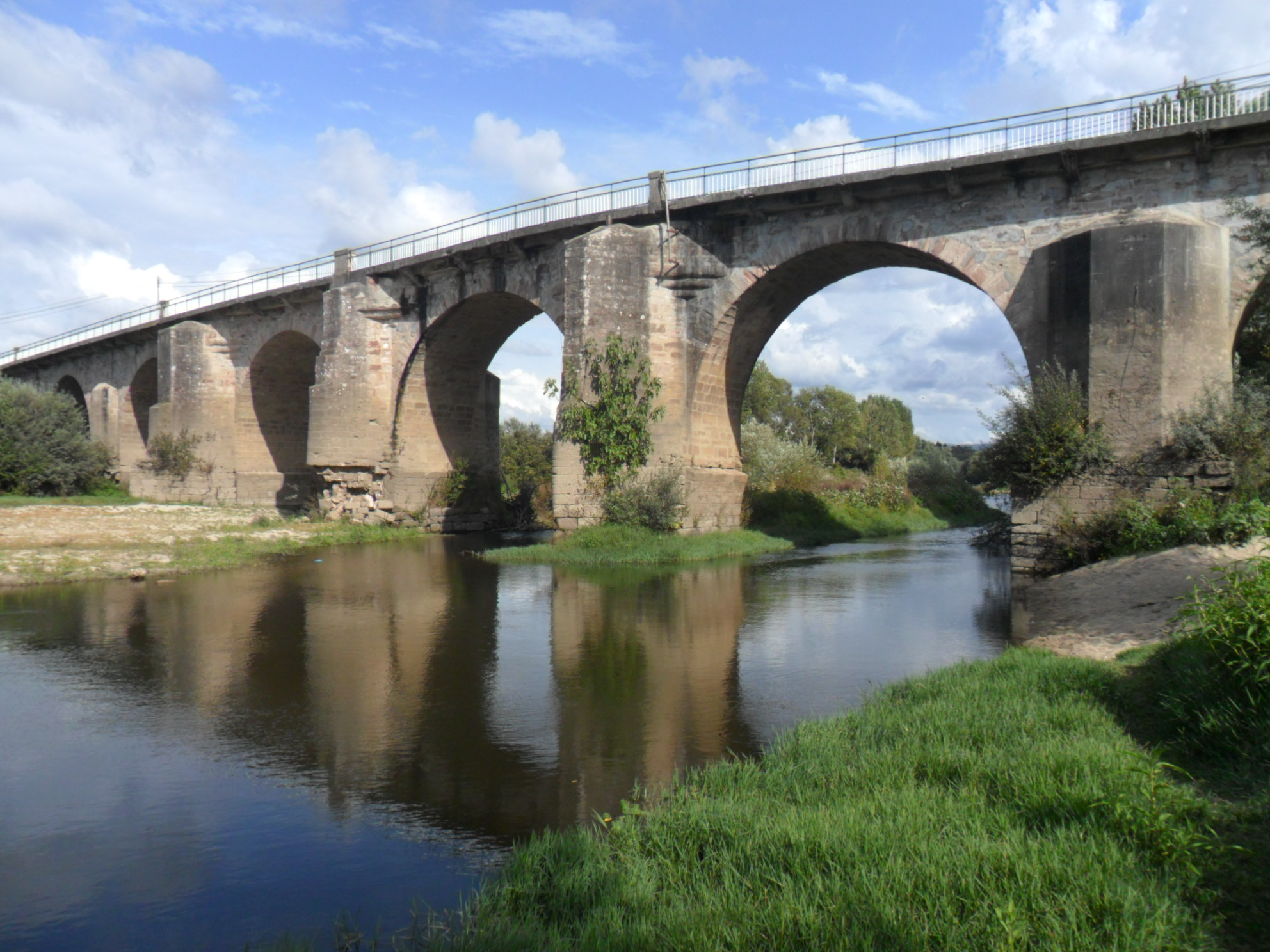
Den gamla bron Ponte Velha
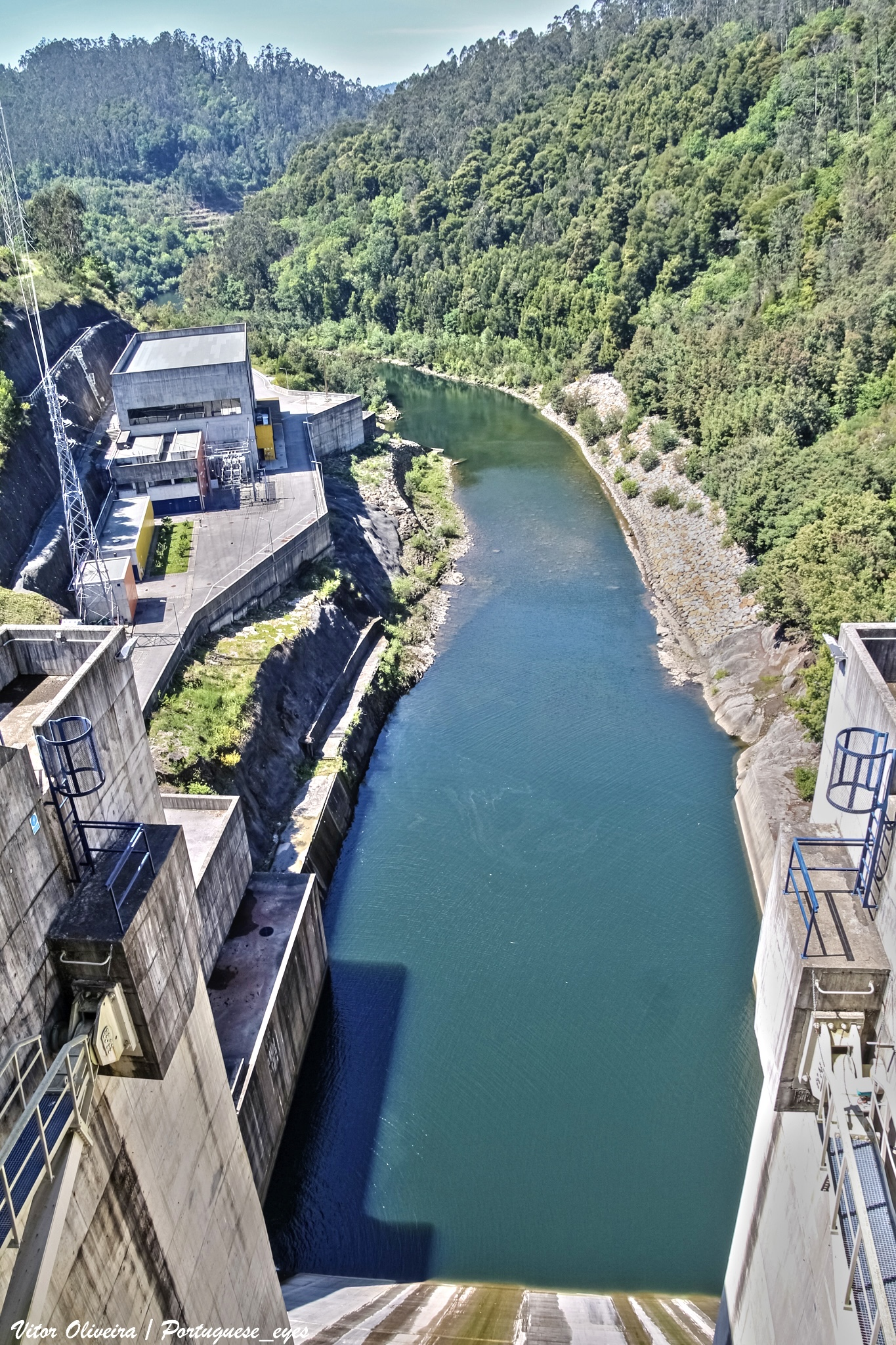
Ribeiradiodammen
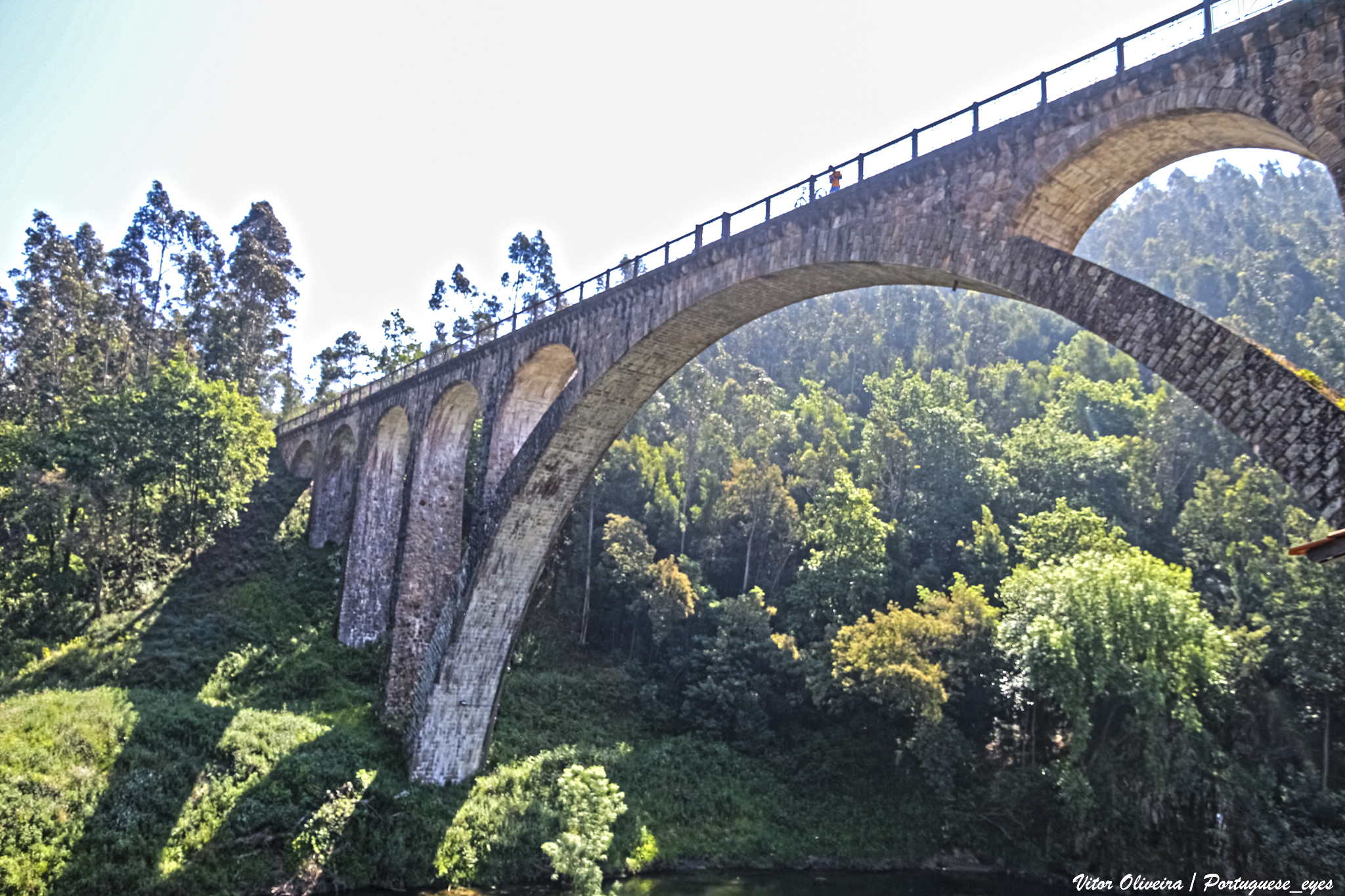
Bron Ponte Poço de Santiago
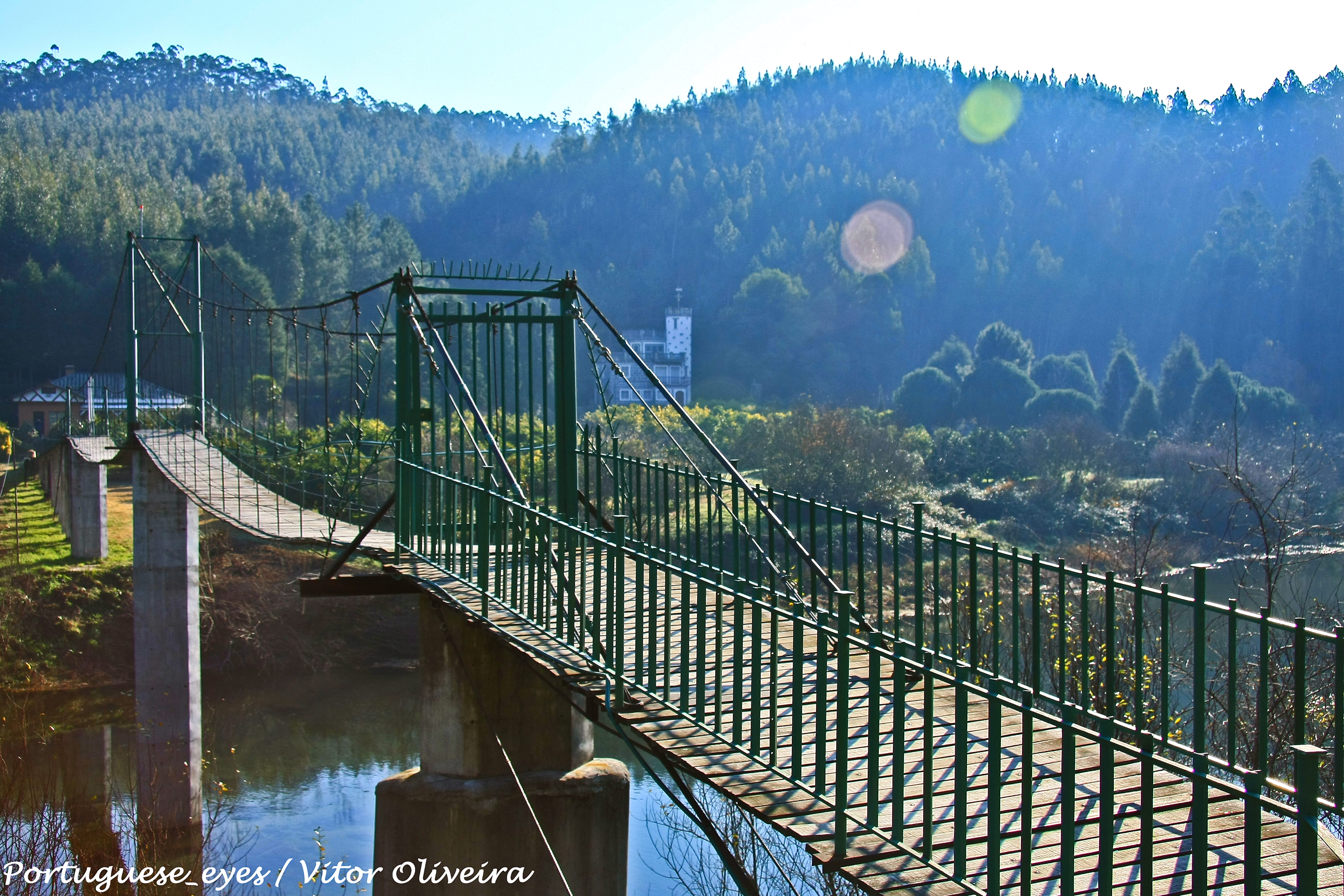
Gångbron över floden Vouga
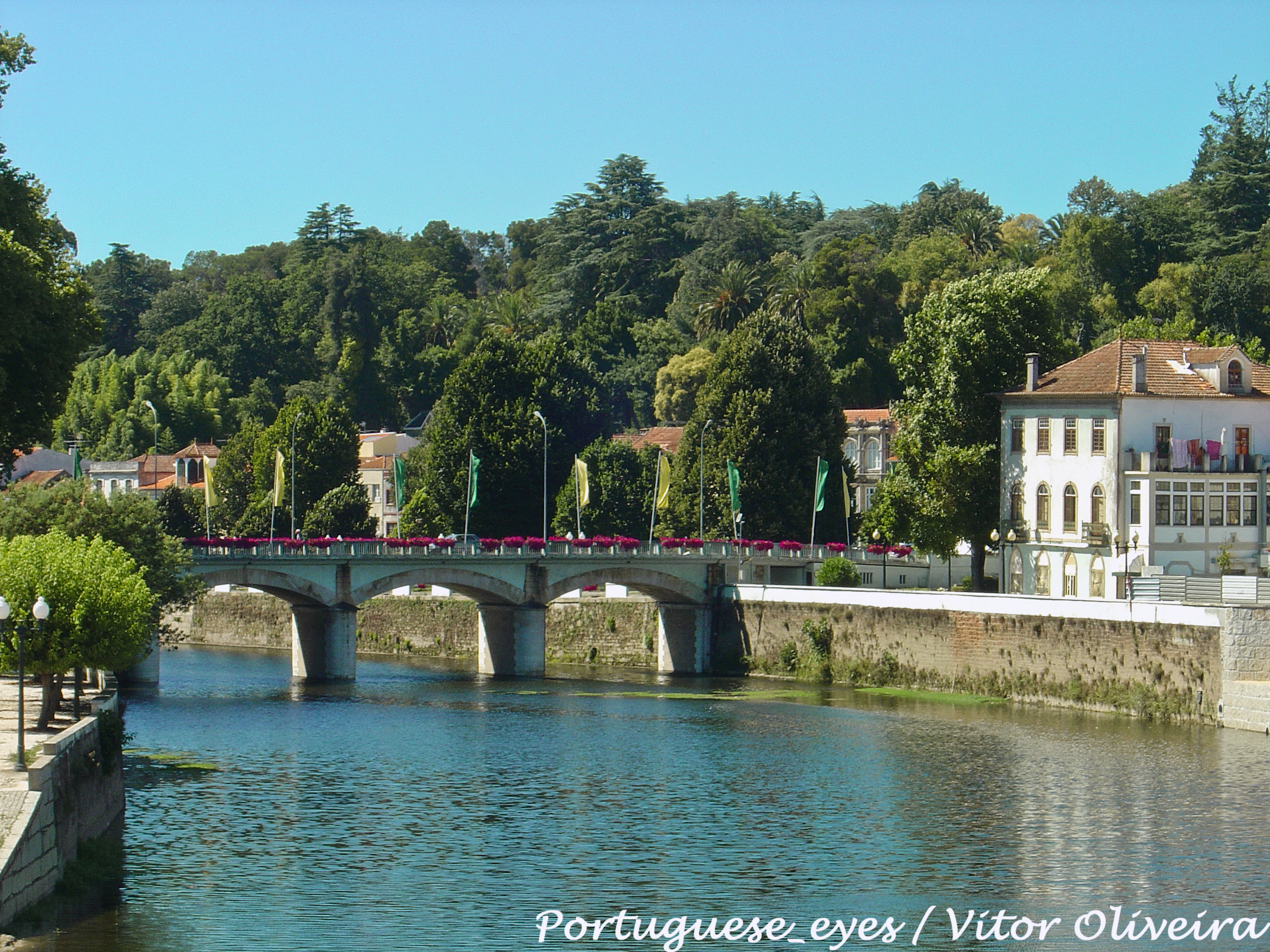
Floden Vouga vid staden Águeda